# Pristocerella deltagrammella
Pristocerella deltagrammella är en fjärilsart som beskrevs av Émile Louis Ragonot 1888. Pristocerella deltagrammella ingår i släktet Pristocerella och familjen mott. Inga underarter finns listade i Catalogue of Life.